# Tunesische frank
De Tunesische frank was de munteenheid van Tunesië tussen 1891 en 1958. Het was verdeeld in 100 centimes en was gelijk aan de Franse frank.

## Geschiedenis
De Tunesische frank verving de Tunesische rial in 1891 tegen een koers van 1 rial = 60 centimes. Het bestond uit zowel munten als bankbiljetten die speciaal voor Tunesië waren geproduceerd, hoewel vroege bankbiljetten Algerijnse uitgiften waren met daarop "Tunisie". De frank werd in 1960 vervangen door de Tunesische dinar tegen een koers van 1000 frank = 1 dinar, aangezien de dinar in 1958 als rekeneenheid werd ingevoerd.

## Munten
De eerste munten in franken werden uitgegeven in 1887, voordat de frank de munteenheid van Tunesië werd. Dit waren gouden munten van 25 rial die ook waren gemarkeerd met "15 F" om hun waarde in Franse franken aan te geven. In 1891 werden brons 1, 2, 5 en 10 centimes, zilver 50 centimes, 1 en 2 francs en goud 10 en 20 francs geïntroduceerd, allemaal even groot en qua samenstelling als de overeenkomstige Franse munten. Pas dat jaar zijn de 1 en 2 centimes uitgegeven. In 1918 werden gaten, nikkel-brons 5, 10 en 25 centimes geïntroduceerd, in 1921 gevolgd door aluminium-brons 50 centimes, 1 en 2 francs en zilver 10 en 20 francs in 1930. Nogmaals, deze munten kwamen overeen met de Franse munten in grootte en samenstelling. In 1934 werden echter zilveren munten van 5 frank geïntroduceerd, ondanks dat de Franse 5 frank van nikkel was gemaakt. Net als in Frankrijk werden tijdens de Tweede Wereldoorlog zinkmunten van 10 en 20 centimes geïntroduceerd en werden zilveren munten stopgezet. De productie van munten van minder dan 5 frank stopte in 1945, met een aluminium-brons 5 frank geïntroduceerd in 1946, gevolgd door cupro-nikkel 20, 50 en 100 frank in 1950 en een cupro-nikkel 5 frank in 1954. Deze vier cupro-nikkel munten werden voor het laatst geslagen in 1957.

## Bankbiljetten
In 1903 introduceerde de Banque de l'Algérie biljetten van 5 frank met de opdruk "Tunisie". Deze werden gevolgd door 500 frank in 1904, 20, 50 en 10 frank in 1908 en 1000 frank biljetten in 1918. Tussen 1918 en 1921 gaf de "Regence de Tunis" biljetten uit voor 50 centimes, 1 en 2 frank. De bank introduceerde in 1942 biljetten van 5000 frank, terwijl de "Direction des Finance" in 1943 biljetten van 50 centime, 1 en 2 frank uitgaf. De laatste biljetten van 5 frank werden uitgegeven in 1944. In 1946 veranderde de naam van de bank in Banque de l'Algérie et de la Tunisie. Voor Tunesië werden bankbiljetten uitgegeven in coupures van 20, 50, 100, 500, 1000 en 5000 frank, waarbij de biljetten van 20, 50 en 100 frank in 1950 werden vervangen door munten.